# Hypocrita dichroa
Hypocrita dichroa là một loài bướm đêm thuộc phân họ Arctiinae, họ Erebidae.